# Таксимо (городское поселение)
Городско́е поселе́ние «Посёлок Таксимо» — муниципальное образование в Муйском районе Бурятии Российской Федерации.
Административный центр — пгт Таксимо.

## История
Статус и границы городского поселения установлены Законом Республики Бурятия от 31 декабря 2004 года № 985-III «Об установлении границ, образовании и наделении статусом муниципальных образований в Республике Бурятия».

## Население
| 2011   | 2012    | 2013  | 2014  | 2015  | 2016  | 2017  |
| ------ | ------- | ----- | ----- | ----- | ----- | ----- |
| 10 138 | ↘10 042 | ↘9413 | ↘9155 | ↘8951 | ↘8794 | ↘8707 |
| 2018   | 2019    | 2020  | 2021  | 2023  | 2024  |       |
| ↘8471  | ↘8249   | ↗8260 | ↘7624 | ↘7468 | ↘7314 |       |

## Состав городского поселения
| № | Населённый пункт | Тип населённого пункта      | Население |
| - | ---------------- | --------------------------- | --------- |
| 1 | Бамбуйка         | посёлок                     | ↘7        |
| 2 | Иракинда         | посёлок                     | ↗651      |
| 3 | Таксимо          | пгт, административный центр | ↘7140     |